# 卡特維爾 (伊利諾伊州)
卡特維爾（英語：Carterville）是一個位於美國伊利諾伊州威廉森縣的城市。

## 地理
卡特維爾的座標為37°45′40″N 89°04′52″W / 37.76111°N 89.08111°W，而該地的平均海拔高度為135米（即443英尺）。

## 人口
根據2010年美國人口普查的數據，卡特維爾的面積為13.72平方千米，當中陸地面積為12.50平方千米，而水域面積為0.22平方千米。當地共有人口5496人，而人口密度為每平方千米400.58人。